# Cecilia Gessa
Pour les articles homonymes, voir Blanco.
Cecilia Gessa, dite Celia Blanco, née le 22 novembre 1977 à Madrid, est une actrice espagnole. Elle combine son travail d'actrice avec le travail de animateur de communauté et avec la direction et la gestion de la société d'événements  Gessas.

## Biographie
Cecilia Gessa a commencé sa carrière d'actrice dans des films érotiques. 
En 2016, elle tient le rôle de Lucía dans la série télévisée La embajada (es).

## Filmographie
- 2001 : La mujer pantera : Celia
- 2001 : Dialécticas de la carne
- 2001 : Santa Agonía (court métrage) : la fille
- 2002 : Delirio y carne
- 2003 : The Last Cut
- 2003 : Las lágrimas de Eros
- 2003 : Compulsión
- 2004 : Toxic
- 2004 : The Professianals 4: Between the Cheeks
- 2004 : Hotel Lolita 8 : Jessica
- 2005 : Pirate Fetish Machine 18: Five Doors to Ecstacy
- 2005 : Mar rojo (téléfilm) : la stripteaseuse
- 2005 : Motel Freaks
- 2006 : Fascículos (court métrage) : Miss Hollywood
- 2006 : Isi & Disi, alto voltaje : Celia Blanco
- 2007 : Angeles perversos
- 2007 : ¡Vaya paquete! (court métrage) : Tatiana
- 2007 : RIS Científica (es) (série télévisée)
- 2009 : Estación de carretera (court métrage) : la femme Fatale
- 2009 : Bicho malo (série télévisée) :
- 2009 : Marisa (court métrage) : Marisa
- 2009 : Hermanas (court métrage) : María
- 2010 : Reconciliación (court métrage)
- 2010 : Yo soy de amor (court métrage) : Esther
- 2010 : El horror de la dama del lago : dama del Lago
- 2010 : Luz (court métrage) : Lucía
- 2011 : Welcome Back (court métrage) : la femme fatale
- 2012 : 2ºB Shortrooms (court métrage) : la fille
- 2013 : María & Marta (court métrage) : la fille
- 2013 : #Sequence (court métrage)
- 2014 : Todo es Verdad (court métrage) : Laura
- 2016 : La embajada (es) (série télévisée) : Lucía